# 袁彌昌

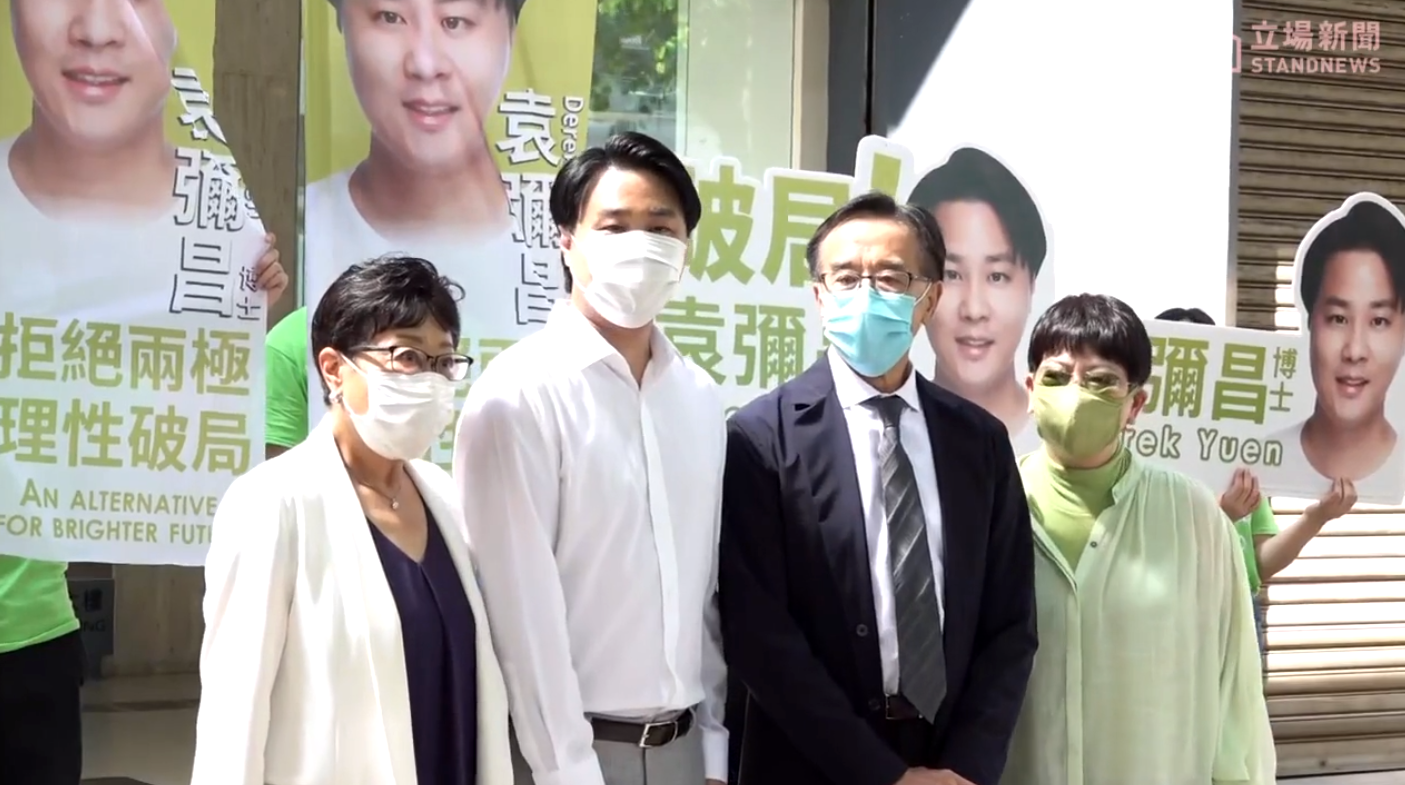
2020年7月27日，袁彌昌在多名自由黨成員下，報名參選2020年立法會選舉

袁彌昌（英語：Derek Yuen Mi-chang，1978年1月22日—），香港出生，祖籍浙江省寧波鄞縣（今属宁波市海曙區），為宋朝望族西門袁氏直系第二十六世後人，香港時事評論員、前新民黨政策總裁、香港城市大學亞洲及國際學系講師、香港大學政治與公共行政學系榮譽講師、社會科學院全球政治經濟社會科學碩士（MGPE）課程導師、治學文社成員、香港國際關係研究協會（HKIRRA）召集人，亦是前藝人、香港政黨人民力量前主席袁彌明之胞兄。袁彌昌主要研究的課題包括中西戰略理論、國際安全、中美關係及道家理論等。
妻子是當時同為新民黨的（第六屆）立法會議員容海恩，二人於2018年8月10日結婚。
2020年，容海恩3月宣布退出黨內新界東初選，作為丈夫的袁彌昌為此抱不平。袁彌昌直認因太太退出初選，才決定主動接觸自由黨榮譽主席田北俊，加入新平台希望聯盟。7月27日，在黨友周梁淑怡、劉健儀、田北俊陪同下，正式報名參選香港島選區；他亦表示獲其配偶容海恩提名。
2025年2月，袁彌昌與任亮憲、譚香文、徐家健、周顯及鄧伊楟成立智庫組織財智者言。

## 簡介
袁彌昌早年就讀聖士提反書院附屬小學和聖士提反書院。中學畢業後於香港大學完成社會科學學士學位，後於英國倫敦政治經濟學院修讀碩士課程，在2007年於雷丁大學完成戰略研究博士課程。
袁彌昌定期在報章撰稿如：《信報》、《香港經濟日報》。亦有在電視如：now寬頻電視、香港電台參與時事評論節目。

## 政治立場
袁彌昌曾任民主思路總幹事、前財政司司長曾俊華競選特首團隊及新民黨政策顧問。由於對葉劉淑儀的政見漸漸不合，至2019年8月離開新民黨。
袁彌昌在接受立場新聞訪問時，表示自己屬於中間派，曾加入三個政治組織，公眾眼中一直被標籤為親北京團體版塊；但是，在反送中運動前夕，他強烈表態反對修訂《逃犯條例》，亦令到葉劉淑儀和容海恩立場尷尬，要在媒體上隔空幫他降溫。他說過去三份工作都是「希望將建制派拉向中間」的努力，雖然以結果論，他承認不太成功。他認為現在的情況當然更極端，不是藍就是黃，第三條路就是希望政治能夠跳出單純的藍黃鬥爭。而香港政壇被「藍黃」意識形態騎劫，過度被意識形態牽著走，他反對政治界說的議會攬炒和投降表忠，令香港國際中的地位續漸消失。

### 曾為其學生的區議員彭卓棋擺街站質詢袁彌昌
2020年6月11日，南區區議會赤柱及石澳選區議員彭卓棋於其專頁上載影片，並指對自己做過袁彌昌的學生感到羞恥。片中彭要求「希望聯盟」的袁彌昌簽署支持反國安法，惟袁彌昌拒絕簽署，並稱對國安法的態度是「無奈接受」。袁彌昌反指因年青人的衝動而觸動中央神經，以致國安法的出現，並稱「有良知就咩都做得？」、「香港人要返工、食飯、供樓」。彭卓棋則指袁彌昌的「希望聯盟」帶來的是假希望，指袁的說法與建制派同出一轍，香港現已沒有中間路線，他只是以一個假的立場去欺騙香港人。

## 加入民主思路
2015年湯家驊以標榜第三條路成立智庫組織民主思路，同為聯席召集人的香港大學教授陳祖為及葉健民推薦他的門生，相信中間路線的袁彌昌出任第一任總幹事。在接受訪問報導中，他提及：「第三條路經常說溝通溝通，怎知跟中聯辦、北京溝通太多，令湯家驊變成現在這樣子。上樑如此，做細的也陰差陽錯進入建制派」。。他相信曾俊華可將民粹反對聲音匯聚成溫和體面的意見，引入體制，2017年跟隨港大舊同學羅永聰加入曾俊華競選班底，可惜最後特首選舉落敗。而陳祖為2017年8月退出民主思路及辭去聯席召集人一職。

## 與葉劉淑儀的關係
袁彌昌在退出民主思路之後獲葉劉淑儀親自招攬到新民黨，擔任政策總裁一職，他認為新民黨在當時很有潛力拉向中間。反送中運動期間，由於袁彌昌曾在社交網上載遊行照片，表示「香港再覺醒」前夕，葉劉淑儀沒有像其他建制中人一樣「跳船」，反而繼續大力支持立法，令葉劉頗為尷尬，須為其解畫。他發現葉劉淑儀連同整個新民黨的路線「愈走愈藍」。而他選擇「和平分手」離開新民黨，而葉劉淑儀聲稱「係我炒佢」。同年8月，袁彌昌辭去葉劉創立的匯賢智庫政策顧問一職。當初加入新民黨和葉劉淑儀合作，因為當時一直抱持良好的意願，希望建制派內有相對開明、專業理性的聲音。袁彌昌憶述，2017年和葉劉合作初期，他們會一起推動較進步、合符普世價值的政策，也會聲討立場「極度深藍」的議員何君堯：「葉太自己都變埋何君堯。」

## 被香港警方國安處調查
2023年7月24日，袁彌昌與妻子容海恩在寓所被香港警務處國家安全處人員帶走調查，以調查是否與其早前被通緝的父親袁弓夷有聯繫。

## 資料來源
1. ↑  . 香港01. 2019-05-12  [2020-05-28]. （原始内容存档于2019-07-13）.
2. 1 2  . TOPick.   [2019-12-26]. （原始内容存档于2019-12-26）.
3. ↑  . 明報. 2019-01-24  [2020-05-28]. （原始内容存档于2019-01-25）.
4. ↑  .   [2023-08-05]. （原始内容存档于2023-09-27）.
5. ↑  . 中國評論新聞網. 2013-04-19  [2013年9月16日] （中文（繁體））.
6. 1 2 3 4 5 6 7  . Global Elites暑期青年培訓計劃.   [2012-12-22]. （原始内容存档于2010-08-18）.
7. ↑  . 香港中文大學社會科學院.   [2012-12-20]. （原始内容存档于2014-07-14）.
8. ↑  . 香港電台. 2012-03-22  [2012-12-22]. （原始内容存档于2014-07-14）.
9. ↑  . 香港01. 2018-08-10.
10. ↑  . 明报. 2020年5月25日  [2020年6月22日]. （原始内容存档于2020年6月22日）. 参数|newspaper=与模板{{cite web}}不匹配（建议改用{{cite news}}或|website=） (帮助)
11. ↑  . 明报. 2020年7月28日  [2020年9月18日]. （原始内容存档于2020年7月30日）. 参数|newspaper=与模板{{cite web}}不匹配（建议改用{{cite news}}或|website=） (帮助)
12. ↑  梁家俊. . 新報人. 2025-02-20  [2025-03-25].
13. ↑  . 香港蘋果日報. 2017-11-13  [2021-03-22]. （原始内容存档于2022-03-25）.
14. ↑  袁彌昌. . 2012年11月13日.[]
15. ↑  袁彌昌. . 《香港經濟日報》. 2012年10月27日.[永久]
16. ↑  . Now新聞台. 2012年9月18日  [2012年12月20日]. （原始内容存档于2016年3月4日）.
17. ↑  . 香港電台. 2012-11-02  [2012-12-22]. （原始内容存档于2016-03-04）.
18. ↑  林劍. .   [2020-05-14]. （原始内容存档于2020-07-17）.
19. ↑  盧斯達. .   [2020-03-27]. （原始内容存档于2020-03-28）.
20. ↑  . 明報. 2020-06-12  [2020-04-01]. （原始内容存档于2020-10-31）.
21. ↑  . 蘋果日報. 2019-10-09  [2020-07-17]. （原始内容存档于2020-07-17）.
22. ↑  . HK01. 2019年8月28日  [2020年7月17日]. （原始内容存档于2020年7月18日）. 参数|newspaper=与模板{{cite web}}不匹配（建议改用{{cite news}}或|website=） (帮助)
23. ↑  . HK01. 2020年5月14日  [2020年7月16日]. （原始内容存档于2020年7月17日）. 参数|newspaper=与模板{{cite web}}不匹配（建议改用{{cite news}}或|website=） (帮助)
24. ↑  . 香港01. 2023-07-24  [2023-07-25].